# Dějiny Klaipėdy
Klaipėda, námořní přístav v Baltském moři a nejstarší město na území dnešní Litvy, náležela po staletí k území ovládanému Livonským řádem a poté k Východnímu Prusku. V té době se nazývala německy Memel. Název Klaipėda (latinsky Caloypede) poprvé použil v dopise litevský velkokníže Vitautas Veliký v roce 1413.

## Poloha místa a osídlení oblasti
Pevninská souš dnešního území Litvy se zformovala ustoupením ledovce (původní síla až 150 m). Zatímco ve zbytku Evropy mluvíme o čtyřech dobách ledových, v této oblasti byly nejvýše dvě. Odvodnění probíhalo původně směrem k jihu (do Dněpru a Visly), severní pevninský břeh byl podstatně blíže Kaunasu. Teprve později řeka Němen a většina dalších obrátila směr toku naopak k severu. Žmuď vystoupila z mořského dna nejpozději. Kurská kosa se začala tvořit až před cca 5000 lety. Není známo, že by bylo nějaké osídlení lidmi před neolitem. V 1. století n. l. se římský spisovatel Tacitus pro tuto oblast zmínil o „aestii, aestiorum gentes“ (litevsky Aisčiai, jedn. č. Aistis) ve svém díle "Germanica".
Území Klaipėdy osídlily baltské kmeny – Kuršové a Žemaité – definitivně ve 12. století. Podle zdrojů se tam spíše navrátily, a to po vytlačení Vikingů, kteří toto území načas dobyli.

## Založení města
Klaipėdský hrad a vzápětí – jakožto zázemí hradu – také toto baltské přístavní město bylo založeno v roce 1252 Livonským řádem, kteří přišli do Pobaltí zabrat nová území a křtít neposlušné baltské kmeny - pod názvem Castrum Memel alias Klawppeda (německy Memelburg nebo Mimmelburg). Záměr postavit hrad vyplýval z dobové situace: Mindaugas dával do pořádku svůj stát, bojoval na jihu i na východě, Žemaité bojovali s Livonským řádem, kterému se nedařilo si podmanit Žemaitii, kterou mu Mindaugas daroval (hned několika smlouvami). Tehdy se řád rozhodl alespoň odříznout Žemaity od přístupu k moři, aby si nemohli od připlouvajících kupců obstarat zbraně a jiné zboží. A především zabráním pobřeží by Řád německých rytířů získal možnost spojit obě své větve, pruskou a livonskou. Žemaité hned pochopili toto nebezpečí a začali útočit na ještě nedostavený hrad a i dále jej nadále, avšak neúspěšně napadali. Ve smlouvě ze dne 29. července 1252 mezi vedením Livonského řádu a kuronským biskupem Heinrichem stojí, že „tam, kde se stýkají Memel a Danė“ (velmi blízko odsud byla původní osada jménem Klaipėda) postaví řád hrad a město, do kterého měla být přenesena biskupova rezidence. Zděný hrad na začátku roku 1253 postavil „kmotr“ města, vicemistr Řádu německých rytířů Eberhardt von Seyn. V roce 1254 obdrželo  město, pojmenované jako Memelenborg, lübecká městská práva. Memelenborg se měl stát duchovním centrem regionu. Tam se vedle Livonského řádu usídlil kuronský biskup, takže město bylo až do roku 1298 centrem biskupství.

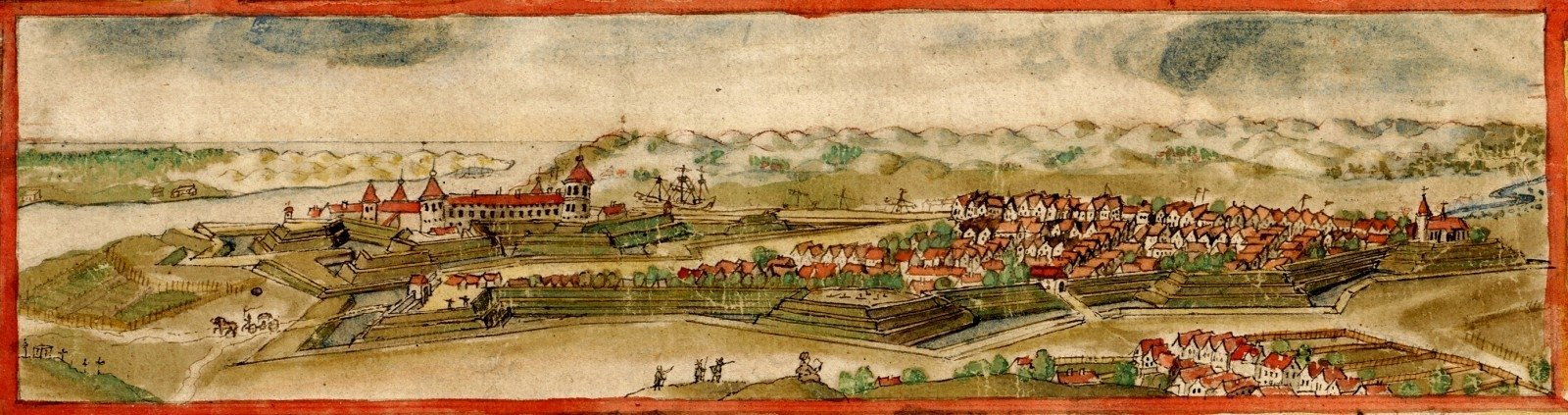
Klaipėda kolem roku 1674

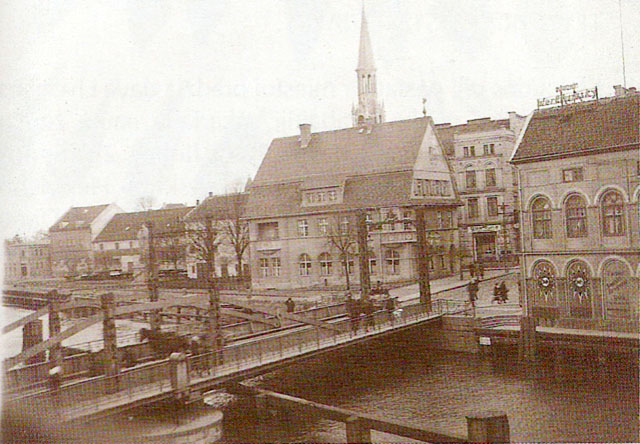
Most "Biržos tiltas" (Burzovní) kolem roku 1900

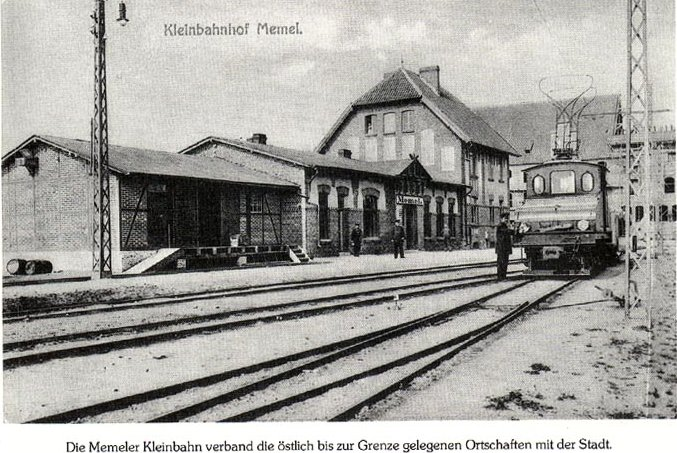
Klaipėdské nádraží kolem roku 1920

Zpočátku bylo město stavěno podle římského modelu vojenského tábora: vše bylo podřízeno vojenským cílům, dokonce bylo zakázáno stavět zděná stavení, aby v případě napadení bylo možno město spálit. Memelenborg stál na křižovatce obchodních cest a ochraňoval jedinou pohodlnou cestu mezi oběma větvemi Řádu německých rytířů přes Kurskou kosu. Z vojenského hlediska hrad u ústí Kurského zálivu do Baltského moře byl zásadní důležitosti nejen pro německé rytíře. Žemaité, Kuršové a kmeny pruských Sembů se snažili jej zničit, takže hrad i město byly neustále napadány. Mnohokrát spálený hrad byl znovu a znovu obnovován. Klaipėda, město pod hradem, bylo válečnou pevností, proto skoro všechny budovy náležely hradu a při nájezdu Žemaitů byly používány k obranným účelům.

## Obyvatelstvo – vývoj v minulosti
Historicky se složení obyvatelstva velmi měnilo.
Po založení města většina obyvatel byli Němci, ale v okolí města byli (a až dosud jsou) téměř výhradně Žemaité/Litevci. I když v samotné Klaipėdě bylo Litevců poskrovnu, přesto byla Klaipėda jejich důležitým kulturním centrem a v období zákazu neruského tisku byly v Klaipėdě tištěny latinkou psané litevské knihy. Již v počátcích existence nehledě na celkově nízký počet obyvatel každému, kdo Memel/Klaipėdu navštívil padlo do oka mnohonárodnostní a mnohovrstevné (z pohledu složení kultur) složení obyvatelstva. V reakci na reformaci vzápětí ve městě vznikly německá a litevská evangelická církev, do roku 1620 financované Řádem německých rytířů. Ale již v roce 1538 se v Klaipėdě ustavila římskokatolická církev pro litevsky mluvící věřící. 
Po skončení válek s Litvou (a hlavně po vítězství reformace) se do Klaipėdy začali stěhovat příslušníci dalších národů, zejména Angličané, Skotové, Holanďané. Později přibyli Švédové a Dánové. V první polovině 18. století se do Klaipėdy přistěhovala početná skupina Salcburčanů (přes 200 lidí). 
V Klaipėdě se od druhé poloviny 17. století začali usazovat také Židé, ale pro nepříznivou politiku pruské vlády jich nebylo mnoho. Například počátkem 19. století jich bylo jen 45 (a nikdy předtím jich nebylo více).
| 1503 | 1790  | 1782  | 1837  | 1852   | 1861   | 1880   | 1900   | 1910   | 1912   | 1925   | 1931   | 1939   | 1941   | 1945 |
| ---- | ----- | ----- | ----- | ------ | ------ | ------ | ------ | ------ | ------ | ------ | ------ | ------ | ------ | ---- |
| 150  | 6 300 | 5 500 | 9 000 | 11 422 | 17 500 | 19 660 | 20 166 | 21 470 | 23 500 | 35 845 | 37 142 | 51 168 | 41 188 | 6    |
|      |       |       |       |        |        |        |        |        |        |        |        |        |        |      |

Z tabulky je viditelné, že po evakuaci resp. vysídlení baltských Němců zůstalo ve válečnými událostmi téměř úplně zničeném městě pouze 6 původních obyvatel.

## Významnější požáry
Rok (nebo datum):
- (před?) 1365 – po tomto požáru byla v roce 1365 obnovena lübecká městská práva.
- 1540 – zničeno celé město, zbylo jen 6 domů
- Série požárů v letech 1660, 1667 a 1669
- 1678 – po vpádu Švédů shořelo skoro celé město
- 1854 – požár vznikl ve čtvrti Didžioji Vitė (ke Klaipėdě připojena až v roce 1856) a rychle se rozšířil do Klaipėdos Senamiestis (Staré město). Shořely budovy na 74 parcelách ve čtvrti Vitė a na 231 parcelách ve Starém městě. 516 rodin přišlo o přístřeší

## Další pohromy
- Mor (1709–1711) (v Klaipėdě zemřelo 1736 lidí).
- Orkán v roce 1967. V Klaipėdě rychlost větru dosahovala 55 m/s.
- Orkán Anatolij, prosinec 1999. V Klaipėdě rychlost větru dosahovala 40 m/s.

## Galerie

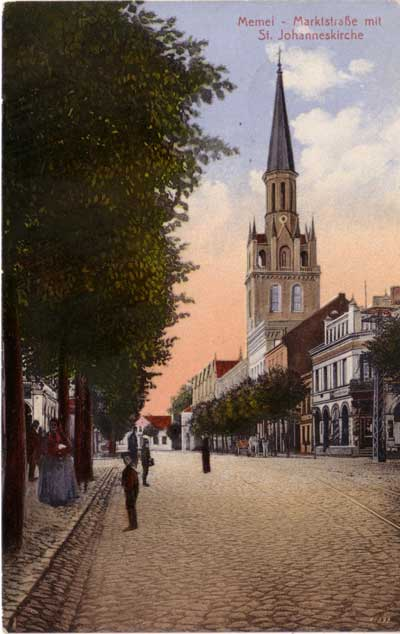
Tržní ulice (dnešní Tilto g.) s bývalým kostelem svatého Jana
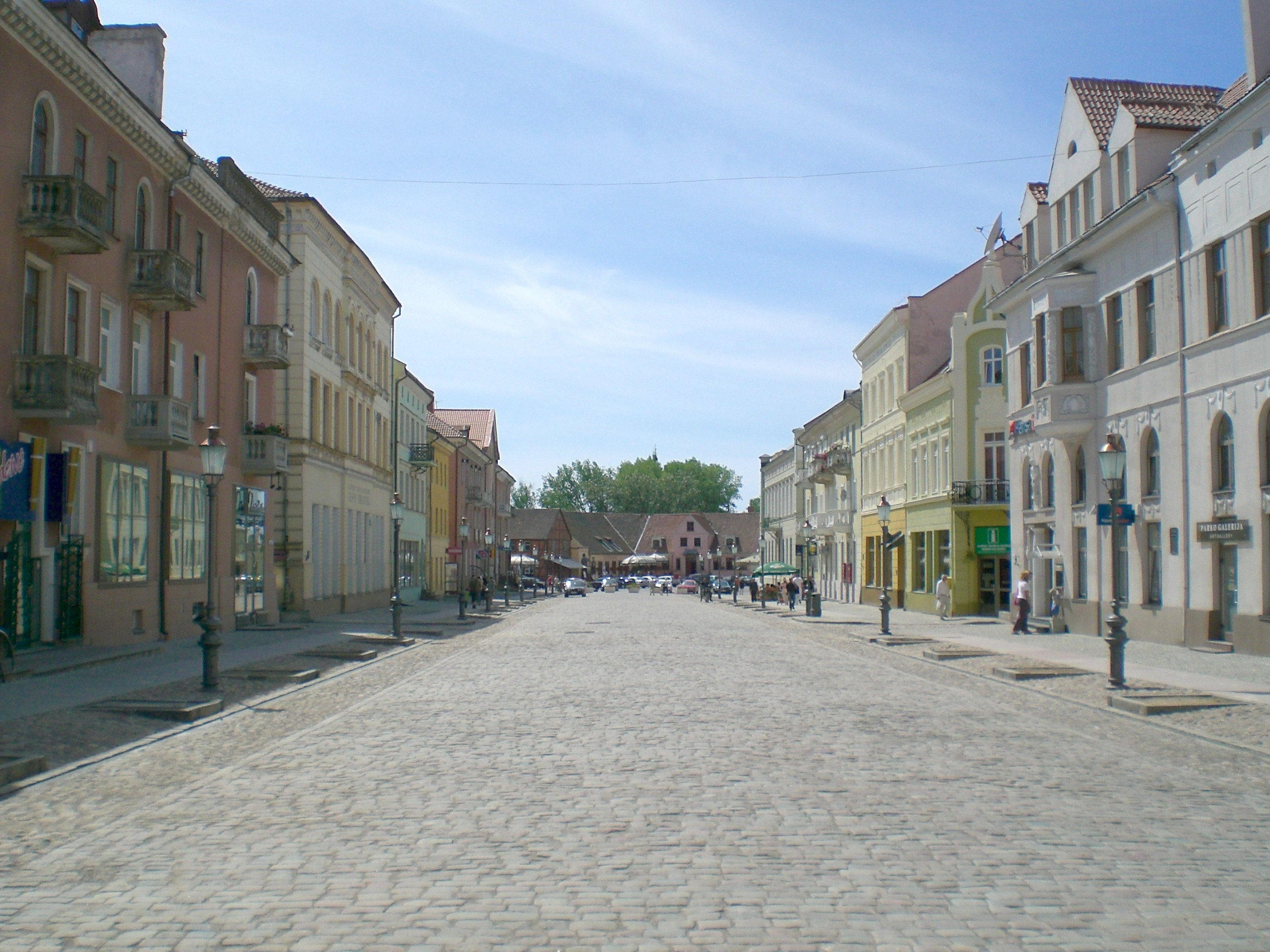
Současné centrum Klaipėdy
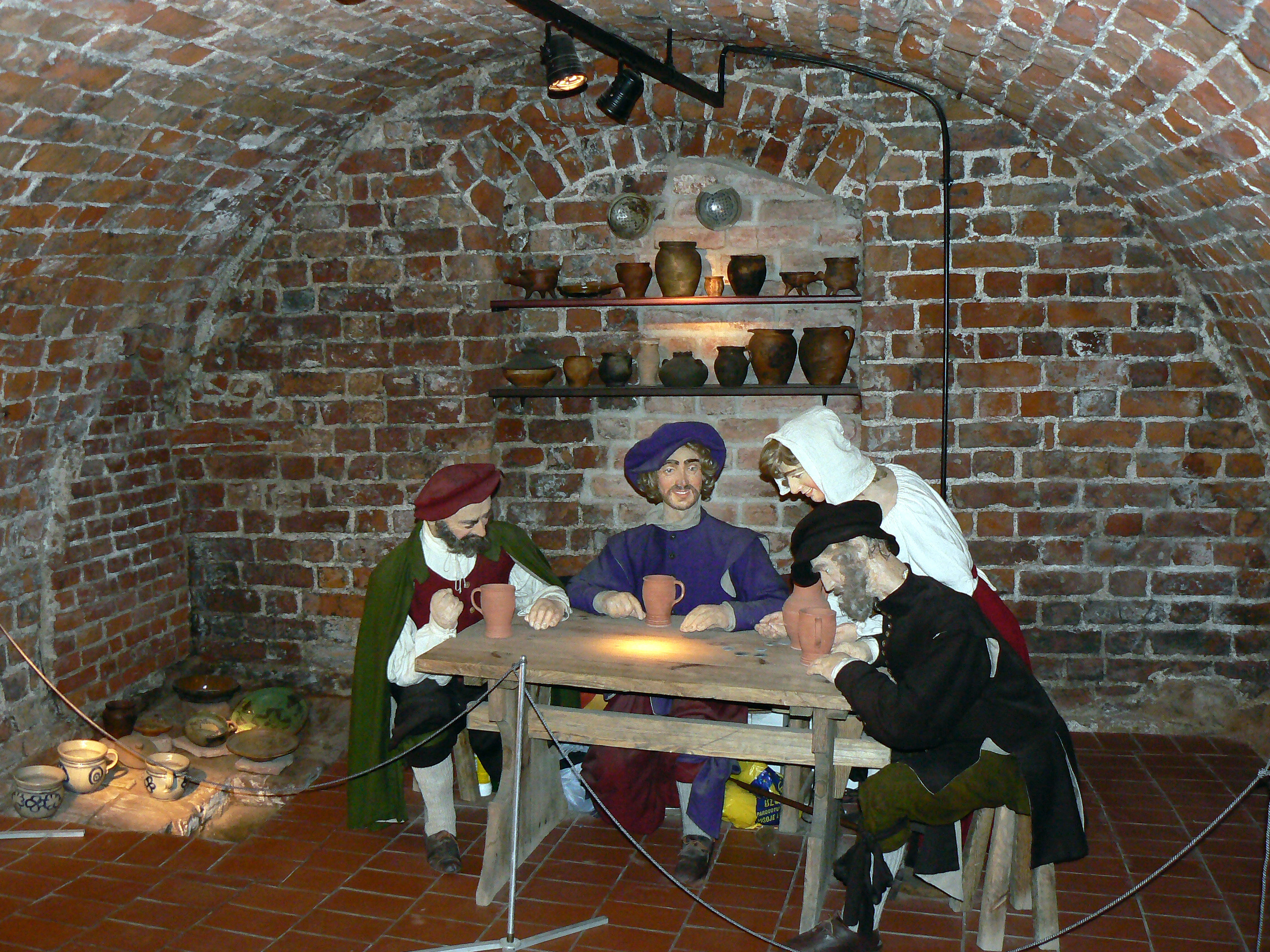
Muzeum ve sklepení Klaipėdského hradu (víc než sklepení se nezachovalo)
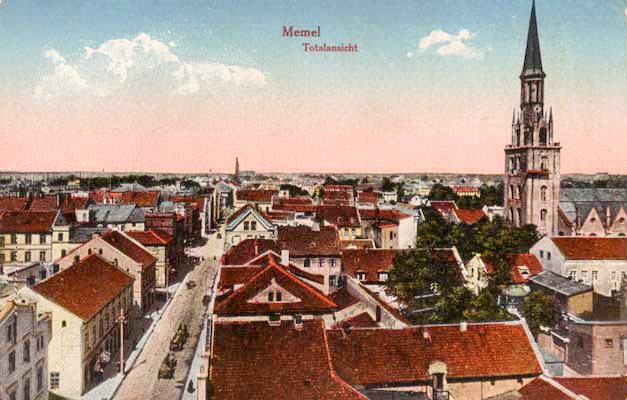
Panoráma Klaipėdy v období 1919–1939. Vertikální akcent: bývalý kostel svatého Jana; pohled od Klaipedského divadla